# Etrema curtisiana
Etrema curtisiana é uma espécie de gastrópode do gênero Etrema, pertencente a família Clathurellidae.